# Österreichischer Frauen-Fußballcup 1978/79
Der Österreichische Frauen-Fußballcup wurde in der Saison 1978/79 unter dem Namen Frauen-Fußball-Cup, ausgerichtet vom Wiener Fußball-Verband, zum siebten Mal ausgespielt. Den Pokal gewann zum ersten Mal der LUV Graz.

## Teilnehmende Mannschaften
Für den österreichischen Frauen-Fußballcup hätten sich anhand der Teilnahme der Liga der Saison 1978/79 folgende 7(!!) Mannschaften, die nach der Saisonplatzierung der Saison 1977/78 geordnet sind, qualifiziert. Teams, die als durchgestrichen gekennzeichnet sind, nahmen zwar an der Saison 1978/79 teil, waren in dieser Saison in der Meisterschaft nicht spielberechtigt und spielten daher nicht um den Pokal mit.
| Damenliga Ost (7) |
| --- |
| - USC Landhaus (W) - SV Elektra Wien (W) (C) - DFC Ostbahn XI (W) - SV Aspern (W) - USC Halbturn (B) - ESV Parndorf (B) - LUV Graz (ST) (N) - 1. DFC Leoben (ST) (N) |
| Erläuterungen Länderkürzel: (B): Burgenland, (NÖ): Niederösterreich, (ST): Steiermark, (W): Wien                                                                     |

| (C) | amtierender Cupsieger 1977/78    |
| (N) | Neuaufsteiger der Saison 1978/79 |

## Turnierverlauf
Es liegen keine Informationen über Ergebnisse der Cuprunden vor dem Finale vor.
Finale

Das Finale wurde in der Sportanlage Kagran in Wien ausgetragen
| Datum        |          | Ergebnis |                 |
| ------------ | -------- | -------- | --------------- |
| keine Angabe | LUV Graz | 3:2      | FS Elektra Wien |